# I (álbum de Alejandro Silva)
I es el primer disco del guitarrista chileno Alejandro Silva. Fue editado en 1999. Posterior a este lanzamiento, Alejandro Silva formó el Power Cuarteto.

## Listado de temas
| N.º | Título          | Duración |  |
| 1.  | «Intro I»       | 1:26     |  |
| 2.  | «K2»            | 3:23     |  |
| 3.  | «10 metros»     | 4:44     |  |
| 4.  | «ReySatan»      | 5:12     |  |
| 5.  | «Supernova»     | 2:57     |  |
| 6.  | «Habla Janus»   | 4:11     |  |
| 7.  | «Cronópolis»    | 4:29     |  |
| 8.  | «2050»          | 3:26     |  |
| 9.  | «TangenteRock»  | 4:19     |  |
| 10. | «El Lagarto»    | 5:08     |  |
| 11. | «Archipiélagos» | 3:45     |  |

## Integrantes

### Miembros
- Alejandro Silva - guitarra y bajo
- Gonzalo Muga - batería

### Invitados
- Miguel Ángel Pérez - solo de bajo en "Cronópolis"
- Claudio Nervi - teclados en "Archipiélagos" y "Supernova"